# Abația Melk

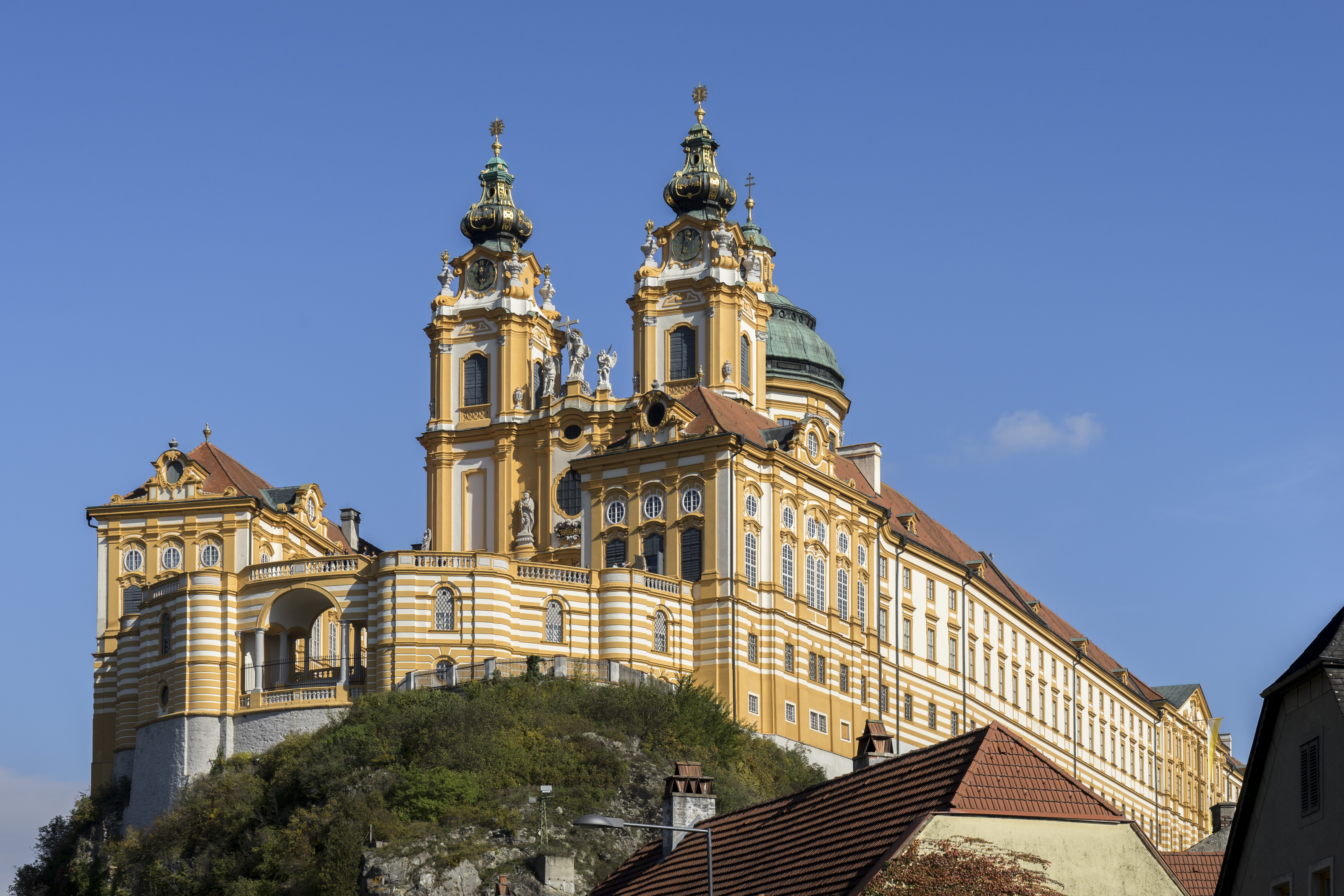
Clădirea actuală a abației din Melk, reconstruită în stil baroc de arhitectul Jakob Prandtauer și decorată în interior de Antonio Beduzzi.

Abația Melk sau Abația din Melk (în germană Stift Melk) este o abație istorică a benedictinilor din Austria, unul dintre cele mai faimoase locuri istorice ale creștinismului monastic european.
Abația se găsește deasupra orașului Melk, situată pe un deal stâncos cu vedere spre valea Wachau a Dunării, în landul federal Austria Inferioară. Abația este una din foarte rarele locașuri care a funcționat continuu de la înființarea acesteia în 1089, fiind dublată de rara distincție de a fi fost și un loc al academismului teologic, dar și laic.

## Istoric

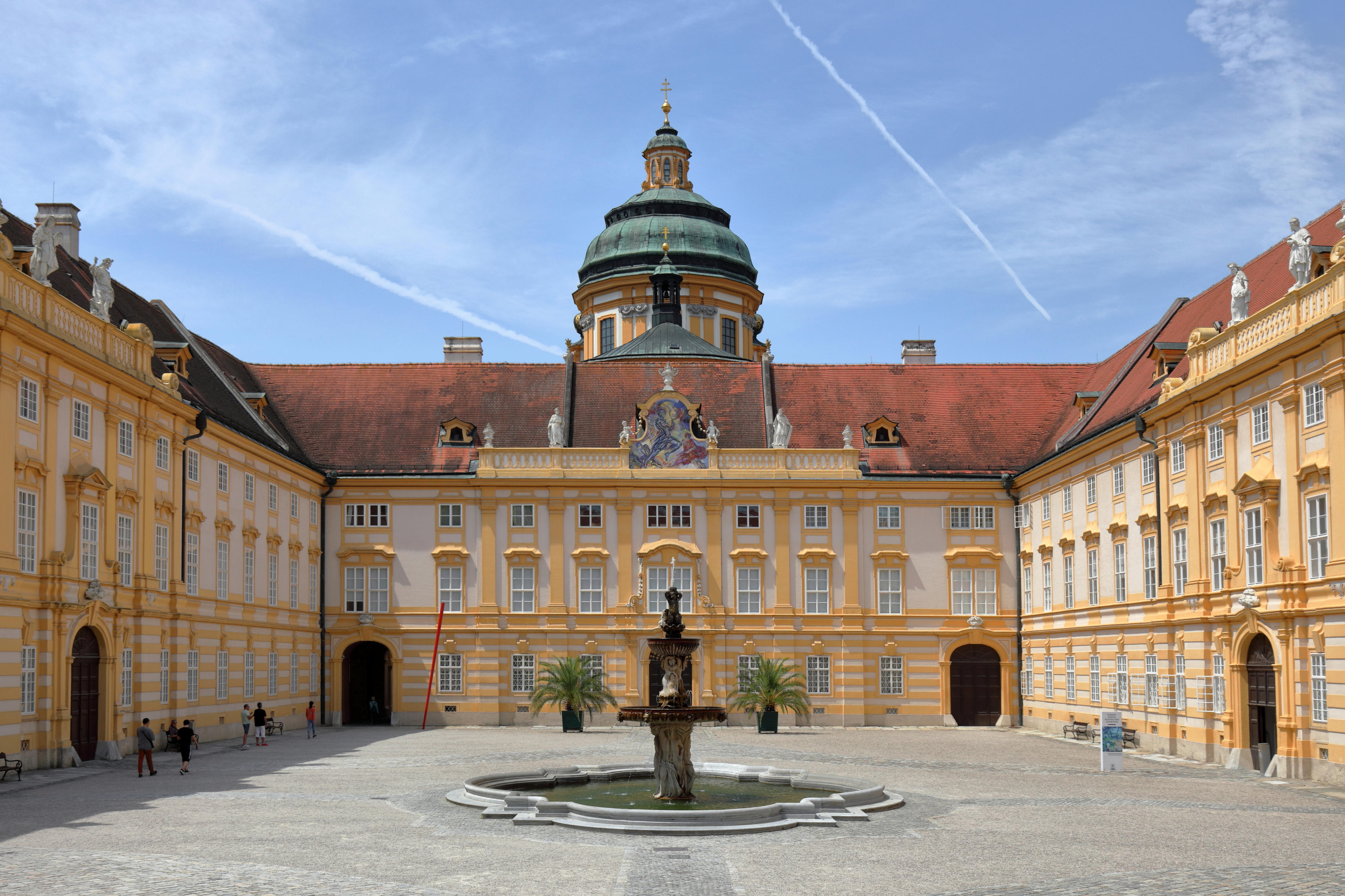
Curtea interioară a Abației Melk

### Origini
Melk își datorează numele râului Medjilica (în slavă = râu de frontieră) și este menționat pentru prima dată într-un document oficial în 831. După războaiele lui Carol cel Mare împotriva avarilor, teritoriile din est, din care făcea parte și Melk, au fost administrate de un margraf. Cam prin această perioadă s-a construit un castel pe o stâncă aflată deasupra văii Dunării.
După Bătălia de la Lechfeld (955), regele Otto cel Mare german al Germaniei i-a cedat margrafului Luitpold, din familia Babenberg, fostele teritorii estice. În anul 996 această marcă este desemnată pentru prima dată sub numele de Ostarrichi.

### Sub stăpânirea Casei de Babenberg
Castelul de la Melk era posesiunea contelui bavarez Sizo. Acesta a luptat de partea ducelui Bavariei într-un conflict între ducele Henric al II-lea al Bavariei și împăratul  Otto al II-lea. Margraful Leopold I de Babenberg a luptat de partea împăratului, l-a învins pe Sizo și a intrat în posesia castelului Melk, care a devenit reședința sa.
Relațiile strânse stabilite între familia Babenberg și călugării Mănăstirii Melk sunt atestate de obiectele de artă și de devoțiune care se află încă în posesia abației, de exemplu o relicvă a Sfintei Cruci, dăruită de margraful Adalbert al Austriei, sau un mic altar portabil al lui Swanhilde, soția lui Ernest cel Valoros. La 13 octombrie 1014 Henric I a transportat la Melk rămășițele Sfântului Coloman, fiul unui rege irlandez, considerat martir (atunci când a plecat într-o cruciadă în Țara Sfântă, el a fost considerat spion, capturat la Stockerau, în apropiere de Viena, și spânzurat). La 21 martie 1089 margraful Leopold al II-lea al Austriei a chemat la Melk călugării benedictini de la Lambach, înlocuindu-i pe canonicii capitulului care erau acolo de mai multe decenii. Leopold al III-lea a atribuit mănăstirii, printr-o scrisoare de donație din 1113, teritoriile situate la granițele fostei Mărci din Est, printre care și castelul familiei Babenberg de la Melk.
După ce Viena a fost aleasă ca nouă reședință a Casei de Babenberg, Melk a pierdut o parte din favoarea suveranului, dar mănăstirea a luat un avânt rapid și a ajuns la o mare dezvoltare intelectuală și culturală. Atunci au fost fondate o școală monahală (menționată în 1160) și un atelier de copiere a manuscriselor.

### Decăderea economică din secolul al XIV-lea
Mănăstirea a trecut la 14 august 1297 printr-un incendiu teribil care a distrus aproape toate clădirile. Datorită eforturilor depuse de abatele Ulrich al II-lea (1306-1324), a fost posibilă reconstruirea bisericii și a spațiilor de locuit, dar nu s-a reușit să se restabilească în întregime situația inițială. În perioadele următoare au avut loc epidemii de ciumă, recolte slabe etc.

### Reforma Melk
La Conciliul de la Konstanz (1414—1418) s-a decis reformarea mănăstirilor. Nikolaus Seyringer von Matzen, un călugăr austriac instruit la Subiaco, a fost însărcinat de către Albrecht al V-lea să introducă reformele în abațiile Ducatului de Austria. Melk a fost aleasă ca punct de plecare al reformei și Nikolaus Seyringer a fost numit stareț. Mănăstirea a devenit în scurt timp un model de disciplină monahală, iar numărul de vocații a crescut. Abații de la Melk au fost însărcinați cu realizarea de inspecții, călugării săi fiind numiți stareți ai mai multor mănăstiri din Austria și sudul Germaniei. O mare parte din „manuscrisele de la Melk” datează din această perioadă.

### Reforma protestantă, amenințarea turcească și Contrareforma
Ca urmare a Reformei protestante și mai ales a creșterii amenințării turcești, viața intelectuală a mănăstirii a început să decadă. Melk nu a dispărut definitiv grație intervențiilor suveranilor Austriei. Impulsul care a condus la refacerea vieții spirituale a fost sosirea la Melk a unui grup de germani din sud care fuseseră instruiți în școlile iezuite din țările lor de origine. În ciuda Războiului de Treizeci de Ani și a amenințării continue reprezentate de turci, situația economică s-a restabilit complet. Treptat, abații care au condus mănăstirea au creat bazele financiare care au făcut posibile transformările grandioase din perioada barocă.

### Perioada barocă
La 18 noiembrie 1700 a fost ales un tânăr abate, în vârstă de 30 de ani, Berthold Dietmayr, care a reușit să găsească modalități de a-și impune ideile, în ciuda rezistenței propriei sale comunități. Cu determinare, el a început să transforme mănăstirea, după ce a găsit în Jakob Prandtauer, arhitect la Sankt Pölten, un partener cu o gândire similară cu a sa. Într-o perioadă de doar 40 de ani, abația a căpătat forma sa actuală. Cei mai importanți artiști baroci din Austria au contribuit la transformarea mănăstirii. După ce lucrările fuseseră abia terminate, mănăstirea a fost foarte grav avariată de un incendiu. Abatele Berthold a murit la scurtă vreme după aceasta. Lucrările de refacere au fost finalizate în timpul conducerii abatelui Adrian Pliemel. La moartea lui Prandtauer, conducerea lucrărilor a fost preluată de Josef Munggenast. În paralel, mănăstirea a cunoscut o renaștere a vieții sale intelectuale și artistice.

### Despotismul luminat al lui Iosif al II-lea și urmările sale
Precum toate curentele intelectuale, Iluminismul nu a intrat în Austria decât relativ lent și sub formă diluată, dar influența sa a fost mai lungă. În timpul domniei împăratului Iosif al II-lea (1780-1790), cu toate acestea, noile idei s-au impus rapid. Un decret imperial le-a impus călugărilor să urmeze cursuri la Seminarul general de la Viena, unde au primit o educație conformă cu spiritul secolului. Mănăstirea a scăpat astfel de închidere.
Războaiele napoleoniene și retrocedările forțate de terenuri de după Revoluția din 1848 au antrenat costuri financiare semnificative și restructurări economice. În ciuda acestui fapt, sub abatele Wilhelm Eder (1838-1866), s-au finalizat renovarea ansamblului baroc și crearea unui nou liceu.

## Clădirea abației
Impresionanta clădire baroc a abației de azi a fost construită între 1702 și 1736 de către arhitectul Jakob Prandtauer, care a fost autorul a multe clădiri importante baroc a perioadei respective. Interiorul clădirii principale a fost decorată în interior de multiple picturi și fresce, toate opera italianului Antonio Beduzzi, în timp ce biserica abației este decorată cu superbe fresce, realizate de asemenea în manieră baroc, toate realizări ale pictorului austriac Johann Michael Rottmayr. De o importanță culturală aparte este biblioteca abației care are o impresionantă colecție de manuscrise medievale, unele de o valoare incomensurabilă.

## Importanță istorică

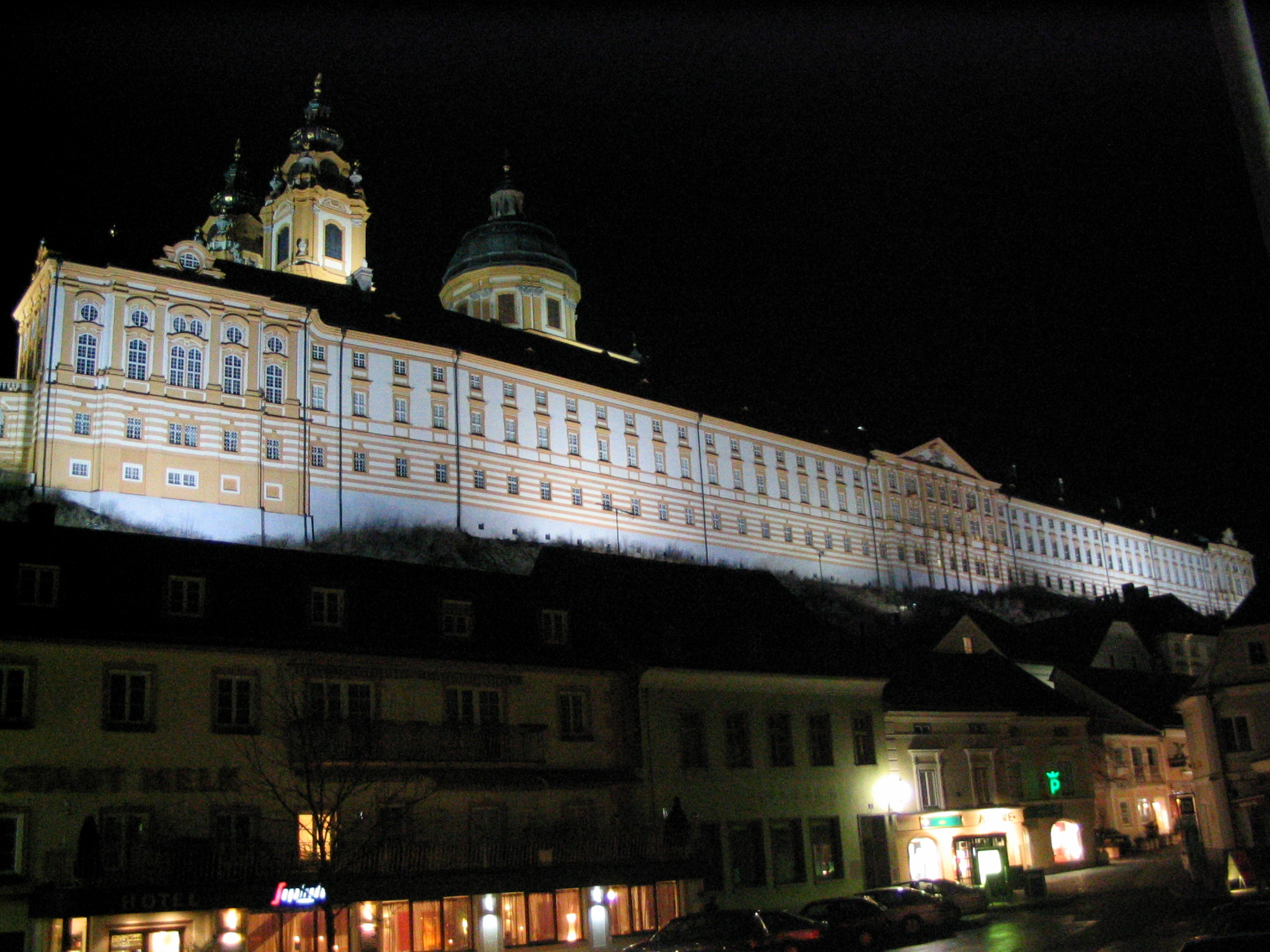
Vedere nocturnă a clădirii abației din Melk fotografiată din Melk Altstadt

Datorită faimei și al statutului academic multi-secular, abația din Melk a supraviețuit multiplelor pericole interne și externe de-a lungul timpului. Astfel în timpul împăratului Iosif al II-lea, când multe abații și mănăstiri au fost secularizate, proces ajuns la apogeu între 1780 și 1790, abația a scăpat neatinsă. Abația a supraviețuit ulterior perioadei războaielor napoleoniene și anilor sumbri ai anexării Austriei de către cel de-al Treilea Reich din 1938, când atât școala, cât și cea mai mare parte a abației a fost confiscată de Statul Nazist.
După cel de-al Doilea Război Mondial proprietățile confiscate au fost restituite, iar școala și-a redeschis porțile, fiind gazdă a aproximativ 900 de copii, fete și băieți.
Din anul 1625 abația a fost membră a Congregației Austriei, care este astăzi parte a Confederației Benedictine.
În faimosul roman Numele trandafirului, scriitorul și semioticianul italian Umberto Eco denumește pe unul din protagoniștii săi – cel care narează acțiunea romanului – după numele acestei abații, Adso din Melk.

## Notafilie
- La 2 ianuarie 1951, Banca Națională Austriacă a pus în circulație o bancnotă cu valoarea nominală de 50 de șilingi, pe al cărei revers a fost gravată Abația din Melk.